# Guillaume Robin (historien de l'art)
Pour les articles homonymes, voir Robin et Guillaume Robin.
Guillaume Robin, né le 26 décembre 1978 à Colombes, est un historien de l’art et critique d’art français. 

## Biographie
Formé à l’Ecole du Louvre et diplômé de l’Ecole EAC, Guillaume Robin découvre le lettrisme en 2003 au contact de l’un de ses membres, Roland Sabatier. De cette rencontre naît son premier livre consacré à cette avant-garde artistique pluridisciplinaire : Le Lettrisme, le bouleversement des arts. 
Après avoir participé à divers évènements autour du mouvement,, il rédige un texte sur une autre grande figure lettriste, Gabriel Pomerand. Cet écrit donnera naissance à un ouvrage plus vaste sur les grandes figures oubliées de l’art : Les Peintres Oubliés, du Quattrocento à l’ère moderne. 
Cofondateur de plusieurs revues d’art (TI : Terrorisme intellectuel), revue combine. Il dirige, depuis 2019, la collection « Repères d’Art » aux éditions Ovadia. 

## Ouvrages
- Lettrisme. Le bouleversement des arts, Hermann, coll. « Savoir lettres », Paris, 2010[8]. (ISBN 978-2-7056-7095-5)
- Les Peintres oubliés. du Quattrocento à l’ère moderne, Ovadia, coll. « Repères d’art », Nice, 2014[9]. (ISBN 978-2-36392-094-2)
- Picasso et Paris. Balades sur les pas de l’artiste, Hugo & Cie, coll. « Hugo Image », Paris, 2015[10],[11]. (ISBN 978-2-75562-208-9)
- Les Secrets de l’art moderne, Art3/Plessis, coll. « Stoa », Nantes, 2017[12]. (ISBN 978-2-909417-21-9)
- Je suis… Paul Fort, Jacques André éditeur, coll. « Je suis », Lyon, 2017[13]. (ISBN 978-2-7570-0351-0)
- Michel-Ange, Léonard de Vinci. Correspondance Imaginaire, Ovadia, coll. « Repères d’art », Nice, 2019. (ISBN 978-2-36392-341-7)